# Diga di Doğancı I
La diga di Doğancı I è una diga della Turchia. Si trova nella provincia di Bursa.